# Felmingham
Felmingham är en ort och civil parish i Storbritannien.   Den ligger i grevskapet Norfolk och riksdelen England, i den sydöstra delen av landet, 180 km nordost om huvudstaden London. Felmingham ligger 29 meter över havet och antalet invånare är 564.
Terrängen runt Felmingham är platt. Runt Felmingham är det ganska tätbefolkat, med 214 invånare per kvadratkilometer. Närmaste större samhälle är North Walsham, 3,3 km öster om Felmingham. Trakten runt Felmingham består till största delen av jordbruksmark.